# Maria Serraino
Maria Serraino, née en 1931 et morte le 7 décembre 2017 est une criminelle italienne et membre de la 'Ndrangheta en Calabre. Elle est l'un des rares exemples d'une femme à la tête d'un clan de la 'Ndrangheta.
Elle appartient à une famille  'Ndrangheta de longue date de la région de Reggio de Calabre, les 'Ndrina Serraino (en), de Cardeto, à environ 10 km au sud-est de la ville de Reggio de Calabre. Elle est la cousine de Paolo Serraino (en), le chef de la branche calabraise du clan.

## Biographie
Maria Serraino nait en 1931. Elle épouse Rosario Di Giovine, un trafiquant de tabac. Entre 1949 et 1985, il est condamné 65 fois pour contrebande de tabac et 23 autres violations des règles du monopole du tabac. En 1963, la famille déménage à Milan. Le clan Serraino-Di Giovine finit par contrôler le territoire autour de Piazza Prealpi, une place située au nord de Milan, et de la via Belgioioso. La famille  commence sa carrière criminelle en faisant de la contrebande de cigarettes et du recel d'objets volés. Maria Serraino est jugée sept fois pour contrebande de tabac et six fois pour recel dans les années 1970.
Au cours des années 1970, l'activité du clan passe des cigarettes aux drogues (dont le haschisch, la cocaïne, l'héroïne et l'ecstasy) et aux armes, et implique toute la famille, dont douze enfants. Les armes sont envoyées en Calabre, où le clan est impliqué dans la deuxième guerre de la 'Ndrangheta (en) entre 1985 et 1991. Les fils aînés de Maria Serraino, Antonio et Emilio Di Giovine, qui vendent des voitures volées, contribuent au développement du trafic de drogue grâce à leurs contacts avec des criminels étrangers. En quelques années, les activités du clan familial se concentrent sur le trafic de drogue et, à la fin des années 1980, le clan Serraino-Di Giovine dirige l'une des plus grandes et des plus prospères entreprises de trafic de drogue de Milan, avec une dimension internationale.

## Direction du clan
Pendant que Maria dirige le fief de Milan, d'autres activités illégales en Espagne sont dirigées par Emilio Di Giovine, qui trafique du haschisch du Maroc vers l'Angleterre et de la cocaïne de Colombie vers Milan. Les activités de Milan sont pleinement reconnues par d'autres organisations criminelles qui se livrent au trafic de drogue dans les zones voisines. Les fournisseurs de drogue traitaient uniquement et exclusivement avec Maria Serraino, ne voulant pas risquer de prendre d’autres clients par peur de représailles. Elle assure le fonctionnement général de l'association criminelle en distribuant les marchandises à ses fils et partenaires, ainsi qu'en collectant l'argent auprès des intermédiaires. D’autres tâches importantes impliquaient des contacts avec des agents corrompus chargés de l’application de la loi.
Maria Serraino a de nombreux surnoms, dont celui de  « Nonna eroina  »(grand mère héroïne) ou « La Signora ». Selon sa fille Rita Di Giovine, qui devient une repentie en 1993: « Ma mère était la patronne de la famille. C'est elle qui donnait les ordres, même si mon frère [Emilio] était le patron de nom. Elle décidait qui devait faire quoi, mais elle le faisait de manière à ce que mon frère ne remarque pas que c'était elle qui dirigeait la famille, et non lui. ».

## Chute
Le clan est démantelé en 1993-1995 par trois opérations de police, baptisées Belgio du nom de la rue où résidait le clan. Environ 180 membres de l'organisation sont arrêtés. Un facteur important dans la chute du clan fut l'arrestation de la fille aînée de Maria, Rita Di Giovine, en mars 1993 à Vérone en possession de 1 000 comprimés d'ecstasy,.
À l'âge de 12 ans, Rita Di Giovine est retirée de l'école pour aider à déballer la cocaïne cachée dans les panneaux de voitures importées et pour mettre l'héroïne dans des bouteilles de shampoing. Elle transporte d’importantes sommes d’argent liquide et de grandes quantités de drogue. Une partie de son travail consiste à soudoyer la police locale et, dans certains cas, à la recruter afin de donner à la famille des informations sur des enquêtes ou des arrestations imminentes. Mère de trois enfants de pères différents, elle est elle-même envoyée plusieurs fois en prison. Le fils de Rita devient héroïnomane ; il vendait de l'héroïne pour la famille depuis l'âge de 15 ans. Au moment de son arrestation, Rita épuisée et en colère contre ses frères, criblée de dettes et accro aux amphétamines décide de témoigner contre sa famille en échange de la protection de l’État. La police arrête ses frères, sa mère et son beau-père, son fils et son ex-mari,.
Maria Serraino est condamnée à la réclusion à perpétuité pour association mafieuse et meurtre en septembre 1997. Elle avait ordonné le meurtre d'un trafiquant de drogue qui travaillait pour la famille et qui  tentait de se mettre à son compte.

## Marraine
Maria Serraino incarne dans la 'Ndrangheta une caractéristique principale du pouvoir féminin : un pouvoir réel mais qui n'est pas apparent. Contrairement aux hommes, les femmes seraient moins intéressées par la reconnaissance extérieure de leur pouvoir que par son exercice. Sa fille Rita Di Giovine attribue à sa mère les qualités d'une cheffe et fait de ses capacités de leadership charismatique une question de lignées, d'appartenance à une famille traditionnelle de la 'Ndrangheta. « Elle l'a dans le sang, dans ses veines » a déclaré Rita à propos de sa mère« Ma mère avait tout le pouvoir, car si elle décidait qu'un travail ne devait pas être fait, alors le travail n'était pas fait. » .
Les règles de la 'Ndrangheta ne prévoient pas en principe pas la possibilité pour les femmes d'en devenir membres. Toutefois, si une femme démontre certaines capacités, on peut lui décerner le titre honorifique de sorella d'omertà (sœur de l'omertà, le code du silence). Elles ne prêtent cependant pas de serment de loyauté à l’organisation, comme c’est le cas pour les hommes. Cet honneur  de sorella d'omertà est limité aux épouses, filles, sœurs, petites amies ou à toute personne liée à un membre masculin de la 'Ndrangheta.
Malgré sa position éminente, Maria a subi la violence de son mari, considérée comme sans importance dans ce milieu : « J'ai vu mon père battre ma mère », a témoigné sa fille. « Même quand elle était enceinte de neuf mois, il l'a frappée avec un balai et lui a cassé deux côtes. » La 'Ndrangheta est régie par les préjugés masculins et les femmes sont considérées comme la propriété des hommes. Maria Serraino n'a pas pu empêcher non plus que sa fille Rita soit harcelée sexuellement par ses frères et violée par son père depuis l'âge de neuf ans jusqu'à ses dix-neuf ans, lorsqu'elle est tombée enceinte.
Malgré les difficultés et son règne impitoyable sur le clan, elle reste une mère à sa manière. Lorsqu'elle apprend que l'une de ses filles est devenue dépendante à l'héroïne, elle entreprend un pèlerinage au Sanctuaire de Notre-Dame de Polsid (en) en Calabre. Elle s'est engagée à arrêter de vendre de l'héroïne et à ne vendre que du haschisch dans l'espoir que sa fille surmonte sa dépendance.